# 安德烈·巴赞
安德烈·巴赞（法語：André Bazin，1918年4月18日—1958年11月11日），法国《电影手册》创办人之一，二战后西方最重要的电影批评家、理论家，被誉为“法国影迷的精神之父”、“新浪潮电影之父”。
巴赞在1940年代到1950年代发表的一系列高水準影评和电影评论，集结成四卷本《电影是什么》（Qu'est-ce que le cinéma?），已成为电影理论史上的经典著作，是二战后现实主义电影理论发展的基石。巴赞推崇现实主义美学，发现并阐述了意大利新现实主义导演的重要价值，阐述了蒙太奇与景深镜头在电影语言中的作用，提出了长镜头理论，丰富并总结了作者论，在巴赞与《电影手册》的推动下，法国电影在二战后兴起了新浪潮运动。
巴赞认为电影的影像以反映客观现实为美，电影或场景的解释权应留给观众自身。他不提倡滥用操纵现实的蒙太奇手段，和20世纪20年代兴起的苏联蒙太奇学派等先锋理论针锋相对。

## 生平

### 早年与成长
安德烈·巴赞1918年生于法国昂热，是家中的独生子，巴赞一家与他的祖母住在一起。巴赞家附近有一片森林，少年时代的巴赞非常热爱大自然，他最喜欢做的两件事，就是到附近的森林里玩，或者在自己的小房间里读科普杂志。少年巴赞喜欢自然科学，据说他10岁时，房间里已堆满了各种科学杂志。对自然科学知识的钟爱和了解，可能是后来巴赞文章中大量运用地质学、化学等术语的原因之一。
1930年代，巴赞跟随父母离开昂热来到巴黎，但他经常会回到昂热，探望祖母和那里的森林。
巴赞从小天资聪慧，15岁就以优秀的成绩高中毕业，比其他高中毕业生都年轻。巴赞的理想是从事教育工作，于是他决定报考高等师范学校。当时法国有79所高师，都需要经过严格的会考，当父母把小巴赞送到圣克鲁高师时，被校方以“健康原因”婉拒，其真实原因是巴赞的年纪太小。在接下来的备考时间中，巴赞主要在凡尔赛图书馆里，大量阅读西方艺术史和文学，以及哲学，这时巴赞的志趣已经转移到文学和艺术上。1938年，年仅20岁的巴赞以第7名的成绩一次性考取凡尔赛的圣克鲁高师（École Normale Supérieure de Saint-Cloud），开始他的大学生活。
巴赞就读大学期间，朗松主义（Lansonisme）统治法国高校的文科教育，这个思潮来自法国著名文学史家、教育家居斯塔夫·朗松（Gustave Lanson），他提倡一种以作者生平研究和社会反映论为内容的教育思想，并因古斯塔夫·朗松成功推动了法国高校制度改革（1902年）而越来越成为教条的实证主义研究（positivisme）。巴赞则对朗松主义不感兴趣，他的主要活动都是在课外进行，当时他对文学和艺术研究受到新哲学家亨利·柏格森（Henri Bergson）的影响。由于他的会考成绩非常优异，巴赞连续3年获得了大学奖学金，这些奖学金让巴赞得以从凡尔赛往返巴黎，参加各种艺术活动。同时，他接触到新天主教思想，尤其艾曼纽尔·穆尔尼埃（Emmanuel Mournier），这与巴赞从小的天主教教育非常合拍，这两种思潮在对青年巴赞思想的形成产生了重要影响。

### 二战期间
然而，1939年第二次世界大战的爆发，让巴赞深受打击，好朋友们参战了，而他必须继续学业，对战争的失望和困惑，以及个人的无力感，让巴赞产生深深的自责。自责心态成为他后来工作的主要动力。巴赞的理想是做一名教师，但1941年，他在毕业的教师资格考试中没有及格。迫于生活，他进入皮埃尔·艾美·图夏尔创建的文学沙龙（La Maison des Lettres）工作，并在那里创建了他的第一个电影俱乐部，由于经常邀请《精神》(L'Esprit)杂志的影评人罗杰·里纳尔（Roger Leenhardt）为俱乐部做讲座，他认识了里纳尔，更是通过里纳尔和他的影评专栏，巴赞开始了解电影。里纳尔的叔父是一间小电影院的经理，因此，这两个人得以在压抑的战争期间，每天与电影度过，巴赞也在这里学会了电影保存和放映技术等。每次看完影片，巴赞都要与里纳尔进行讨论和交流，由于电影院里只有他们两个人，他们的讨论从音乐到布景，从剪辑到人物，这种无所不谈锻炼了巴赞出色的即兴讨论能力。在认识里纳尔之前，巴赞几乎对电影一无所知，1年后，通过主动的了解和学习，巴赞已然成为里纳尔的老师。
在二战期间，巴赞自愿加入了法国大众教育协会，参与战争时期法国各地法语教育工作，他先后到德国、阿尔及利亚、摩洛哥等地工厂参加教学实习，并在那里参与创建了一些电影俱乐部，做一些讲座等。同时，他开始为《法国银幕》（L'écran français）、《解放巴黎人》（Le Parisien libéré）、《精神》（L'Esprit）等杂志撰文章，并着手准备撰写个人的电影理论专著（该书最后没有完成）。在战争期间，巴赞成为青年电影协会的组织者（Les Jeunesses Cinématographiques），他曾冒着生命危险，偷偷放映过卓别林的电影《大独裁者》（The Great Dictator）。
1945年5月14日，巴赞为雷诺汽车厂的工人们放映了法国导演马塞尔·卡尔内（Marcel Carné）《太阳升起》（Le Jour se lève），这是安德烈·巴赞在二战后组织的第一场电影放映活动，这个活动意味着他开始了一生中两个最重要民间活动：参与恢复国民教育和迷影运动。对于从小立志做教师的巴赞来说，教育与电影是不可分割的，当巴赞在二战期间流转各地，进行义务教学活动时，他发现电影是给这一代法国青年和工人阶级进行教育的有效工具，这样，电影——巴赞最热爱的艺术——与他的个人理想——教育事业，开始像两条比邻的藤，紧紧缠绕在一起。
二战结束后，巴赞在参与创建《广播电影电视》（Radio-Cinéma-Télévision，即今天的电视周刊Télérama）周刊过程中，认识了后来成为著名导演的弗朗索瓦·特吕弗，并成为他的精神之父和监护人。

### 战后
1943年，巴赞开始从事电影批评写作。1949年，他和雅尼娜·基尔施结婚，二人育有一子，取名弗洛朗（Florent）。1951年，他创立《电影手册》，成为战后法国电影批评界的领军人物。
1958年，安德烈·巴赞因白血病逝世，时年40岁。

## 电影理论
巴赞在1940年代到1950年代发表的一系列高水准影评和电影评论，集结成四卷本《电影是什么》（Qu'est-ce que le cinéma?）。一般认为巴赞主张拍摄描绘客观现实的电影，如纪录片或是意大利新现实主义电影。巴赞提倡深焦镜头的景深构图和长镜头，提倡通过场面调度实现影像的连续性，而非迷信剪辑和特效。巴赞认为这种连续而自然的表达可以产生多义性，从而将电影的解释权交还观众。巴赞强调电影的作者性，认为一部电影应反应导演的个人意志。
美国电影理论家达德利·安德鲁认为天主教和人格主义影响了巴赞的电影观念。学者维克托·布鲁诺认为巴赞对于现实主义的理解更多是形而上学层面的，而非身体层面的。